# Adina Vălean
Adina-Ioana Vălean, romunska političarka; * 16. februar 1968, Băicoi, Romunija. 
Med letoma 2019 in 2024 je bila v Evropski komisiji Ursule von der Leyen evropska komisarka za promet. Pred tem je bila med letoma 2007 in 2019 poslanka v Evropskem parlamentu, kjer je leta 2019 predsedovala Odboru Evropskega parlamenta za industrijo, raziskave in energetiko.

## Izobraževanje
Văleanova je magistriral iz evropskih integracijskih in varnostnih študij, podiplomsko pa iz področja upravljanja nacionalne varnosti in obrambe, prav tako je diplomirala iz matematike.

## Politična kariera

### Kariera v nacionalni politiki
Je članica Nacionalne liberalne stranke (PNL), na evropskem parketu pa Evropske ljudske stranke. Na listi Zavezništva za pravičnost in resnico je bila leta 2004 izvoljena poslansko zbornico.

### Poslanka Evropskega parlamenta
Văleanova je postala poslanka Evropskega parlamenta 1. januarja 2007 s pristopom Romunije k Evropski uniji. Ves čas v parlamentu je bila članica Odbora za industrijo, raziskave in energetiko; leta 2019 je postala tudi predsednica odbora. V času, ko je bila v odboru, je bila poročevalka Parlamenta za instrument za povezovanje Evrope (CEF) in predpise Evropske unije o gostovanju.
Med letoma 2014 in 2017 je bila ena od podpredsednikov Evropskega parlamenta pod vodstvom predsednika Antonia Tajanija; v tej vlogi je bila odgovorna za informacijsko in komunikacijsko tehnologijo (IKT). Med letoma 2017 in 2019 je predsedovala Odboru za okolje, javno zdravje in varnost hrane, v mandatu 2009 in 2014 pa je bila članica Odbora za peticije.
Poleg nalog v odboru je bila Văleanova del delegacij parlamenta z državami jugovzhodne Evrope (2007–2009); parlamentarne skupščine Euronest (2009–2014); in ZDA (od leta 2014). Bila je tudi članica čezatlantskega dialoga zakonodajalcev (TLD) the European Internet Forum;, Evropskega internetnega foruma in Medskupine Evropskega parlamenta za dolgoročne naložbe in reindustrializacijo.

### Evropska komisarka za promet
Novembra 2019 je desnosredinska romunska vlada premierja Ludovika Orbana kot kandidata za naslednjega evropskega komisarja Romunije predlagala Văleanovo in Siegfrieda Mureșana. Văleanovo je za naslednjo evropsko komisarko za promet nato izbrala predsednica Evropske komisije Ursula von der Leyen. Na tem mestu je nasledila Slovenko Violeto Bulc.
V začetku marca 2020 je von der Leyenova Văleanovo imenovala za članico posebne delovne skupine Komisije za usklajevanje odziva Evropske unije na pandemijo COVID-19.
Na evropskih volitvah leta 2024 je bila Văleanova ponovno izvoljen za poslanko v Evropskem parlamentu. 15. julija 2024 je zato odstopila s položaja evropske komisarke. Njene naloge je do konca mandata začasno prevzel Wopke Hoekstra, komisar za podnebne ukrepe. V II. komisiji Ursule von der Leyen ni bila več komisarka, temveč je ostala evropska poslanka.

## Osebno življenje
Văleanova je poročena z Crinom Antonescujem in ima enega otroka.